# Янис Йоневс
Янис Йоневс (на латвийски: Jānis Joņevs) е латвийски драматург, преводач и писател на произведения в жанровете драма и детска литература.

## Биография и творчество
Роден е на 21 март 1980 г. в Йелгава, Латвия. Завършва средно образование в държавната гимназия в Йелгава. Получава бакалавърска и магистърска степен Латвийската академия за култура в Рига.
След дипломирането си работи като копирайтър, а от 2002 г. и като рецензент и преводач от френски. Публикува рецензии на книги в изданията „Литература и изкуство в Латвия“, „Независим сутрешен вестник“, „Луна“, „Културен форум“ и „Латвийски текстове“.
Прави преводи от френски език на книгата на Бернар-Мари Колтес „В самотата на памуковите полета“, на разкази на Пиер Луис от сборника „Douze douzains de dialogues ou Petites scènes amoureuses“, и на романа на Агота Кристоф „Голямата тетрадка“.
През 2013 г. е публикуван дебютният му роман „Йелгава `94“. Историята се развива през 90-те години в латвийския град Йелгава и разглежда лудостта през този период за алтернативната култура свързана с хевиметъл музиката. Тя е представена чрез интимния дневник на младеж, опитващ се да намери себе си, като се присъедини към субкултурата, в бурните събития на началото на втората независимост на Латвия. Той е роман за израстването, пресъздавайки портрета на цяло поколение, което търси своята идентичност и я открива в алтернативната култура. Книгата печели широко признание от читателите и критиците. Получава няколко награди, включително наградата за литература на Европейския съюз за 2014 г. Книгата адаптирана за театъра и през 2019 г. е екранизирана в едноименния игрален филм с участието на Бруно Битениекс, Алекс Таурин и Анди Зук.
През 2014 г. е издадена книгата му за деца „Slepenie svētki“ (Тайният празник).
Автор е на няколко театрални пиеси в сътрудничество с режисьора Марти Лацис – „Бради“ (2016), „Градски митове“ (2017), „Чудовищна любов“ с Анети Консти (2017).
През 2020 г. е издаден сборникът му с разкази „Тигър“.
Янис Йоневс живее със семейството си в Рига.

## Произведения

### Самостоятелни романи
- Jelgava 94 (2013) – награда за дебют на Латвия, награда за литература на ЕС
Йелгава `94, изд. „Светлана Янчева – Изида“ (2018), прев. Албена Методиева

### Детска литература
- Slepenie svētki (2014) – награда „Ян Балтвилкс“ за илюстрации на Рейнис Петерсон

### Сборници
- Tīģeris (2020) – разкази

### Пиеси
- Bārdas (2015) – черна комедия
- Urbānie mīti (2016) – спектакъл
- Zvērīgā mīla (2017) – с Анети Консти

### Екранизации
- 2015 Riga: 2041 3D – късометражен
- 2019 Jelgava ’94
- 2020 Agentura – тв минисериал